# Crouch, Idaho
Crouch är en ort i Boise County i delstaten Idaho, USA.